# The Vibrators
The Vibrators est un groupe de punk rock britannique, originaire de Londres, en Angleterre. Il s'agit d'une des plus anciennes formations de punk rock avec une carrière ininterrompue depuis 1976.

## Biographie

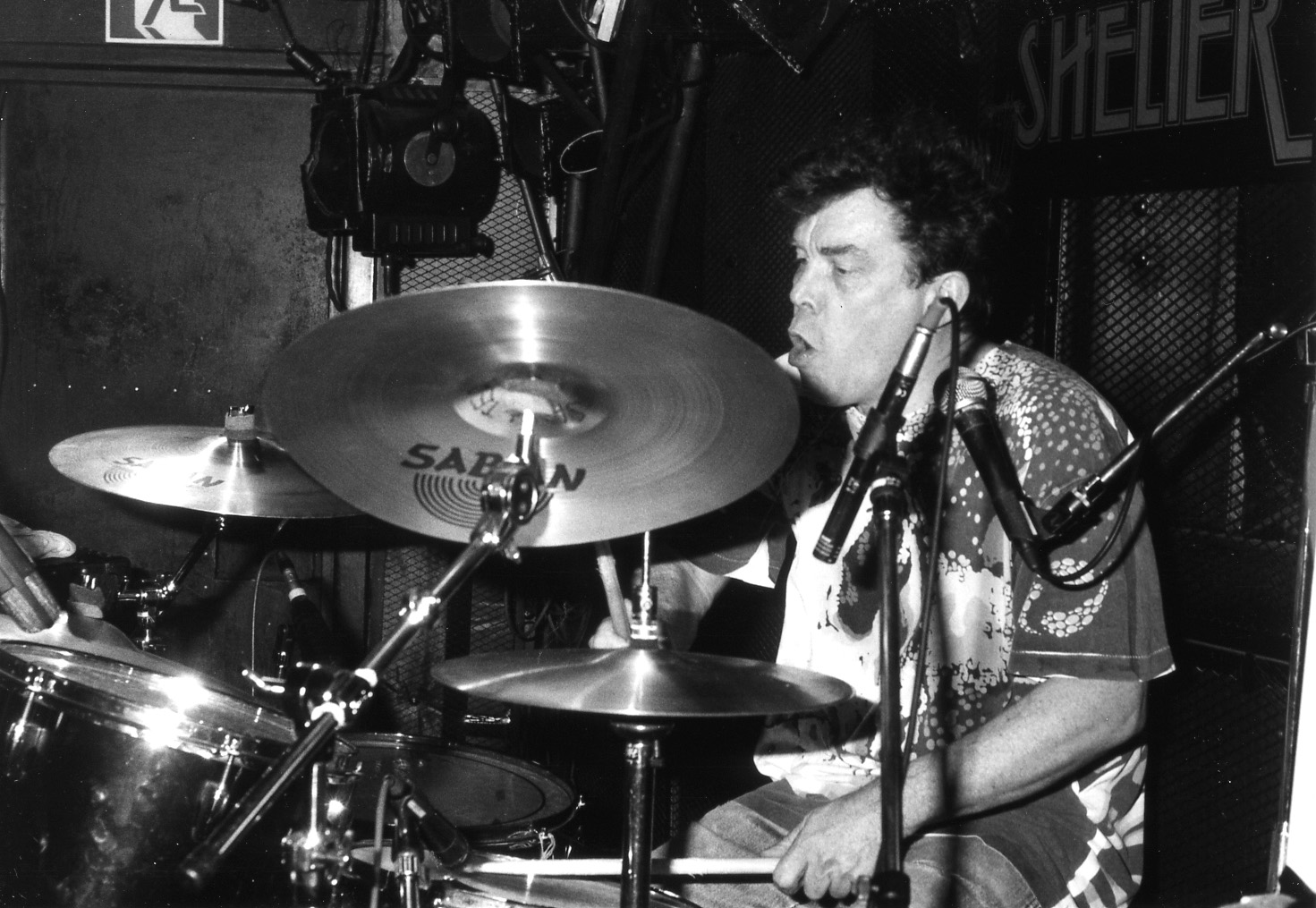
John Eddie Edwards, batteur des Vibrators.

En février 1976, Ian « Knox » Carnochan est âgé de 31 ans et déjà une très longue carrière musicale derrière lui dans différents groupes. Lorsqu'il fonde les Vibrators avec trois de ses amis, Pat Collier, John Ellis (ex-Bazooka Joe) et John « Eddie » Edwards, son but est de faire du pub rock, afin de donner un maximum de concerts. Leur premier contact avec le punk rock se fera au Hornsey Art College, une salle du nord de Londres, en ouverture des Stranglers. Knox découvre ensuite les Sex Pistols et sent bien que le punk rock est le nouveau courant musical du moment. The Vibrators prennent donc le train en marche, mais c'est véritablement leur participation au premier festival punk rock qui a lieu en 1976 au 100 Club de Londres qui va les faire décoller. Durant leurs balances, les Vibrators sont repérés par le guitar hero Chris Spedding qui montera sur scène pour les accompagner le soir-même. Cette collaboration avec Spedding débouchera sur l'enregistrement du single Pogo Dancing et surtout sur la signature d'un contrat avec la prestigieuse maison de disque RAK Records.
Leur premier single We Vibrate sort en même temps que celui avec Speeding. Début 1977, ils donnent plusieurs concerts et assurent ensuite la première partie d'Iggy Pop lors de sa tournée en Grande-Bretagne. C'est alors qu'ils signent chez Epic Records et sortent le single Baby Baby, extrait de leur album Pure Mania resté cinq semaines dans le UK Top 75. Leur premier album, Pure Mania, est bien accueilli par la presse spécialisée et, 17 ans plus tard, est cité par The Guinness Encyclopedia of Popular Music comme l'un des 50 meilleurs albums punk rock de tous les temps,,. L'album qui suit, V2, n'atteint pas l'UK Top 30. Le seul single issu de l'album, Automatic Lover, est le seul des Vibrators à atteindre la 35e place de l'UK Top 40. Il permet au groupe de participer à l'émission Top of the Pops. Le dernier single des Vibrators chez Epic, Judy Says (Knock You In The Head), est publié en juin 1978. Il atteint la 70e place de l'UK Singles Chart. Des années plus tard, le magazine Mojo cite le single dans sa liste des meilleurs singles de punk rock de tous les temps.
En 2017 sort l'album Past, Present, and into the Future.

## Membres

### Membres actuels
- Ian « Knox » Carnochan - chant, guitare
- Darrell Bath - guitare
- John « Eddie » Edwards - batterie, chœurs
- Pete - basse, chœurs

## Discographie
- 1977 : Pure Mania
- 1978 : V2
- 1983 : Guilty
- 1984 : Alaska 127
- 1985 : Fifth Amendment
- 1986 : Vibrators Live
- 1988 : Recharged
- 1988 : Meltdown
- 1989 : Vicious Circle
- 1990 : Volume 10
- 1994 : Hunting for You
- 1996 : Unpunked
- 1997 : French Lessons with Correction
- 1999 : Buzzin
- 2000 : Noise Boys
- 2002 : Energize
- 2006 : Punk: The Early Years
- 2009 : Garage Punk
- 2009 : Pure Punk
- 2009 : Under the Radar
- 2013 : On the Guest List
- 2014 : Punk Mania: Back to the Roots
- 2017 : Past, Present, and into the Future
- 2020 : Mars Casino